# سوپرجام فوتبال ایتالیا ۲۰۲۲
سوپر جام فوتبال ایتالیا ۲۰۲۲ سی و پنجمین دورهٔ مسابقهٔ سوپر جام فوتبال ایتالیا است که بین قهرمان سری آ و قهرمان کوپا ایتالیا برگزار می‌شود. تیم‌های حاضر آ.ث. میلان قهرمان سری آ ۲۲–۲۰۲۱ و اینترمیلان قهرمان کوپا ایتالیا ۲۲–۲۰۲۱ هستند. ‌که در نهایت باشگاه فوتبال اینتر‌‌ میلان برای هفتمین بار قهرمان سوپر جام فوتبال ایتالیا شد.